# Axel Witsel
Axel Laurent Angel Lambert Witsel, född 12 januari 1989 i Liège, Belgien, är en belgisk fotbollsspelare som spelar för spanska Atlético Madrid och Belgiens landslag.
Witsel har spelat i det belgiska landslaget sedan 2008. Han var med VM 2018 när man tog brons, men även VM 2014 och EM 2016.

## Karriär

### Standard Liège
Axel Witsel är en produkt av Standard Lièges ungdomsakademi, där han började vid nio års ålder. Witsel kopplades i tidig ålder ihop med storklubbar som Real Madrid och Arsenal men valde att fortsätta i sin barndomsklubb. Den 17 september 2006 gjorde han sin professionella debut för Standard Liège mot FC Brussels när han ersatte Steven Defour i den 89:e minuten. Han slog sig in startelvan säsongen 2007-08 och bildade ett fantastiskt mittfält tillsammans med Steven Defour och nuvarande Shandong Luneng spelaren Marouane Fellaini. Standard Liège vann dessutom ligan samma säsong. Det var också under 2008 som Witsel för första gången blev kallad till Belgiens landslag. I sin landslagsdebut i en vänskapsmatch mot Marocko gjorde han sitt första landslagsmål efter att ha blivit inbytt.
I augusti 2009 blev Witsel avstängd från spel i tre månader efter en fruktansvärd bentackling på Anderlecht försvararen Marcin Wasilewski. I följande möte med Anderlecht drog han på sig ett rött kort efter ännu en brutal tackling, vilket har lett till att han blivit ett hatobjekt i ögonen på Anderlechts anhängare. Den 26 december 2010 hamnade Witsel återigen i blåsväder efter en stämpling på Cercle Brügges Renato Neto vilket resulterade i rött kort direkt. När han var på väg ner i tunneln blåste han dessutom kyssar till Cercle Brugges supportrar. Witsels våldsamma uppträdanden har väckt frågor om hans omdöme och temperament på planen.

### Benfica
Den 13 juli 2011 värvades Witsel av den portugisiska storklubben Benfica för en okänd summa och skrev på ett femårskontrakt.  Witsel jagades främst av Milan men även Arsenal var ute efter honom.

### Borussia Dortmund
Den 6 augusti 2018 bekräftade Dortmund, via sin hemsida, värvningen av Axel Witsel. Han återvände till Europa på ett fyraårskontrakt efter ett och ett halvt år i kinesiska Tianjin Quanjian.

### Atlético Madrid
Den 6 juli 2022 värvades Witsel på fri transfer av Atlético Madrid, där han skrev på ett ettårskontrakt.

## Spelstil
Witsel spelar främst som central mittfältare men kan också spela på kanterna, tack vare sin snabbhet, skickliga dribblingar och spelförståelse. Hans huvudsakliga attribut är styrka och teknik, medan han också är snabb och smidig.